# Langerhansia exigua
Langerhansia exigua är en ringmaskart som först beskrevs av Addison Emery Verrill 1900.  Langerhansia exigua ingår i släktet Langerhansia och familjen Syllidae. Inga underarter finns listade i Catalogue of Life.